# Gigantactis microphthalmus
Gigantactis microphthalmus är en fiskart som först beskrevs av Regan och Ethelwynn Trewavas 1932.  Gigantactis microphthalmus ingår i släktet Gigantactis och familjen Gigantactinidae. Inga underarter finns listade i Catalogue of Life.